# Sparganothina anopla
Espèce
Sparganothina anopla est une espèce de papillons de nuit de la famille des Tortricidae.

## Répartition et habitat
Sparganothina anopla est décrite du Veracruz, au Mexique.

## Taxinomie
L'espèce Sparganothina anopla est décrite par Bernard Landry en 2001.